# Pärlälven

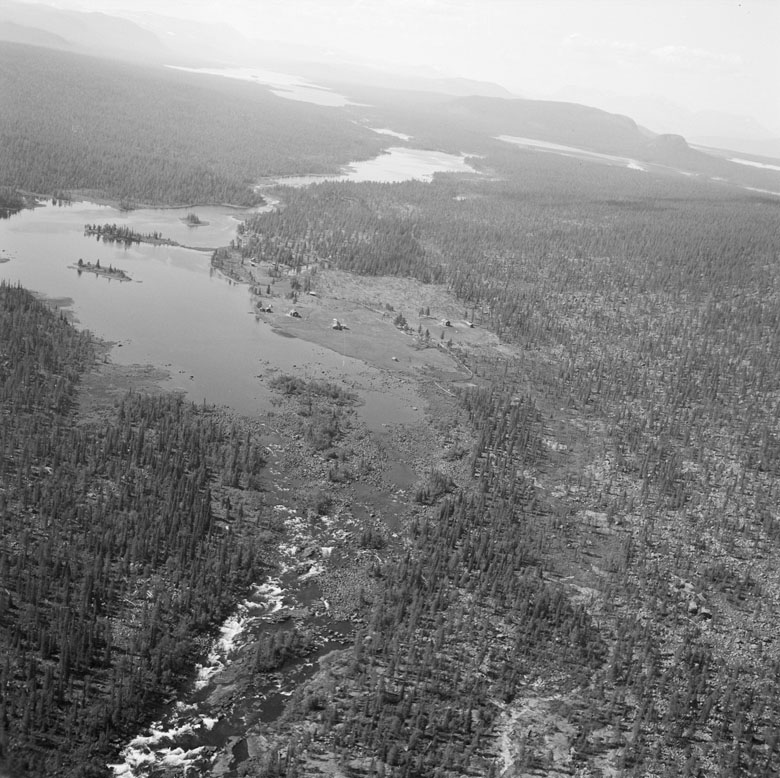
Pärlälvens utrinning i Karats från Peuraure.

Pärlälven, vattendrag i Lappland (Norrbottens län), 139 km långt, biflöde till Lilla Luleälven, avrinningsområde 2296 km². Källan finns i Arjeplogs kommun, men i stort sett hela älven flyter genom Jokkmokks kommun. Den rinner genom sjöarna Peuraure, Karats och Piertinjaure, för att slutligen i Purkijaure förena sig med Lilla Luleälven, några mil väster om Jokkmokk. Älven är omtyckt av sportfiskare. På 1700-talet fiskades flodpärlmusslor i älven, därav älvens namn.